# Wienerfilharmonikernas nyårskonsert 1961
Wienerfilharmonikernas nyårskonsert 1961 räknas som den 21:e nyårskonserten från Wien och ägde rum den 1 januari 1961 i Wiens Musikverein. Den dirigerades för sjunde gången av Willi Boskovsky. Det var den tredje nyårskonserten vars 2:a del sändes på TV, och senare som en Eurovision-sändning. Årets konsert var den första där ett verk framfördes av en kompositör utanför Straussdynastin: valsen Hofballtänze av Joseph Lanner.

## Historia
Strikt räknat var det Wienerfilharmonikernas 16:e nyårskonsert, eftersom det inte var förrän 1946 som Josef Krips introducerade denna titel, som behölls 1947 och därefter. Dessutom var det den 22:e Årsskifteskonserten, för vid årsskiftet 1939/40 gavs det en Außerordentliches Konzert (extraordinär konsert) av Wienerfilharmonikerna, som dock ägde rum på nyårsafton 1939. Från 1941 dirigerades den av Clemens Krauss, med undantag för åren 1946 och 1947 då Krauss förbjöds att dirigera på grund av sin närhet till nazistregimen och ersattes av Josef Krips.
Efter Clemens Krauss död 1954 valdes Willi Boskovsky enhälligt av orkestermedlemmarna till positionen som permanent dirigent för Nyårskonserten, som han dirigerade för första gången 1955 (och fram till 1979). Willi Boskovsky är ihågkommen för att han dirigerade om inte hela, så åtminstone stora delar av konserten (mestadels valserna), med violinstråken och fiolen vilande på höften och upprepade gånger med sitt fiolspel förmådde orkestern att anamma hans speciella spelstil
förde den till hakan för att överföra sin egen violinrelaterade fart till orkestern.
1961 ackompanjerades enskilda musikstycken för första gången av balettinspelningar. Medlemmar ur baletten i Volksoper Wien dansade, koreografin gjordes av balettlärarinnan Dia Luca. Dansen ägde rum live till originalmusiken, som överfördes direkt till rummen i Musikverein, där inspelningarna av baletten ägde rum.
För tredje året i rad sändes den andra delen av nyårskonserten på TV. Det var ett Eurovision-program gemensamt producerat av österrikiska ORF och schweizisk TV. Förutom i Österrike sändes programmet i Belgien, Västtyskland, Frankrike, Storbritannien, Italien, Nederländerna, Sverige, Schweiz, Finland och Norge. Nytt land 1961 var Spanien. Danmark hade sänt konserten 1959 och 1960, men inte 1961. De återkom 1962.

## Program

### 1:a delen
- Josef Strauss: Aquarellen (Vals), op. 261
- Johann Strauss den yngre: Ouvertyr  till operetten Das Spitzentuch der Königin*
- Johann Strauss den äldre: Piefke und Pufke (Polka), op. 235
- Joseph Lanner: Hofballtänze (Vals), op. 161*
- Josef Strauss: Eingesendet (Polka schnell), op. 240

### 2:a delen
- Josef Strauss: Frauenherz (Polka mazur), op. 166
- Johann Strauss den yngre: Liebeslieder (Vals), op. 114
- Johann Strauss den yngre: Leichtes Blut (Polka schnell), op. 319
- Johann Strauss den yngre: Frühlingsstimmen (Vals), op. 410
- Josef Strauss: Moulinet-Polka (Polka française), op. 57
- Johann Strauss den yngre: Persischer Marsch, op. 289
- Josef Strauss: Plappermäulchen. (Polka schnell), op. 245
- Johann Strauss den yngre och Josef Strauss: Pizzicato-Polka
- Johann Strauss den yngre: Kaiser-Walzer, op. 437

### Extranummer
- Johann Strauss den yngre: Unter Donner und Blitz (Polka schnell), op. 324
- Johann Strauss den yngre: An der schönen blauen Donau (Vals), op. 314**
- Johann Strauss den äldre: Radetzkymarsch, op. 228**

Verkförteckningen och verkens ordning finns på Wienerfilharmonikernas webbplats.
De verk markerade med * stod för första gången på programmet till en Nyårskonsert.
Extranumren markerade med ** finns inte med i listan över verk av Wienerfilharmonikerna, men en sammanställning på youtube visar att båda extranumren framfördes på denna Nyårskonsert.

## Externa webblänkar
- Sammanställning av olika inspelningar från Nyårskonserterna 1961 och 1962 på youtube.com, från nyårskonserten 1961 finns inspelningarna av Moulinet-Polka, Pizzicato-Polka, Kaiser-Walzers, Unter Donner und Blitz samt extranumren – Donauwalzer och Radetzkymarsch.